# Pala di San Giacomo
La pala di San Giacomo conosciuta anche come  Cristo in pietà, tra i santi Giacomo, Sebastiano e Rocco è un polittico a olio su tavola di Jacopo Palma il Vecchio databile nel 1515 e conservato nella chiesa di San Giacomo Maggiore della frazione Peghera del comune di Taleggio.

## Storia e descrizione
Il polittico fu realizzato in un importante momento nella vita pittorica del Nigretti. Secondo lo studioso dell'artista Philip Rylands, sarebbe stato realizzato nel 1515 quando l'artista nato a Serina si era trasferito a Venezia. 

Era abbastanza comune nel Cinquecento che bergamaschi dei piccoli e poveri paesi delle sue valli si spostassero a Venezia per commerciare in panni-lana o per lavorare nei tanti cantieri aperti nella città lagunare cercando di trovare fortuna. Erano proprio questi personaggi che dopo essersi arricchiti, ordinavano opere d'arte ai più importanti artisti presenti in città da portare quale dono nei paesi d'origine per migliorare e arricchire gli arredi delle piccole chiese campestri, ma anche per dare testimonianza della ricca posizione economica acquisita. Era anche il tempo che a Bergamo era presente Lorenzo Lotto, il veneziano che avrebbe modificato l'arte cittadina portando il rinascimento veneziano.
Nel 2001 l'accademia Carrara di Bergamo richiese alla fabbriceria della chiesa, il polittico da esporre alla mostra "Bergamo l'altra Venezia", sarebbe stata cura dell'accademia di provvedere al restauro, cosa che non fu possibile fare subito, furono quindi esposte alcune tavole dopo un minimo lavoro di conservazione. Il polittico era stato nei secoli già oggetto di riadattamento, nel 1886 e nel 1906 dal pittore Luigi Cavenaghi e nel 1958 da Sandro Allegretti. I distaccamenti della pittura erano una conseguenza alla esiguità delle tavole che, a causa delle temperature molto rigide in inverno e miti in estate. Grazie alla dottoressa Emanuela Daffra della Soprintendenza dei beni culturali di Milano, l'opera fu inserita in un programma di restauro e le tavole furono consegnate all'Opificio delle pietre dure di Firenze che fece un grande lavoro di restauro non solo alla parte pittorica ma anche a tutta la struttura lignea che con il tempo si era molto ammalorata. Il polittico fu riportato come pala d'altare, nel catino absidale nella chiesa di Peghera nel 2009.
Il polittico composto da sette tavole di legno, si sviluppa su due ordini con una cimasa lunettata nella parte superiore raffigurante Dio Padre posta a coronamento dell'immagine del riquadro inferiore che raffigura il Figlio morto. L'ordine superiore presenta da sinistra l'immagine di sant'Ambrogio, centrale Cristo sorretto da un angelo e a destra sant'Antonio abate, raffigurati a mezzo busto. Nell'ordine inferiore vi sono l'immagine di san Sebastiano, centrale san Giacomo Maggiore e a destra l'immagine di san Rocco raffigurati a busto intero.